# Paul Neile
Sir Paul Neile (* 1613 in Westminster, London; † vor Februar 1686 in London) war ein englischer Höfling und Förderer der Naturforschung. Er war 1660 Gründungsmitglied („Founder Fellow“) der Royal Society sowie 1670 Gründungsmitglied der Hudson’s Bay Company.

## Leben und Wirken
Neile wurde am 11. Mai 1613 in der St Margaret’s Church getauft. Er war ein Sohn von Richard Neile, Bischof von Lichfield und Coventry sowie später Erzbischof von York und dessen Frau Dorothy Dacre († 1647).
1627 wurde Neile als „fellow-commoner“ am Pembroke College in Cambridge zugelassen, wo er sich im folgenden Jahr immatrikulierte. 1631 graduierte er zum Baccalaureus artium (B. A.).
Neile war einer der „Usher“ des Privatkabinetts („Privy Chamber“) von Karl I. Am 27. Mai 1633 wurde er im Bishopthorpe Palace von Karl I. zum Knight Bachelor („Sir“) erhoben. Als Neile im Januar 1636 wegen Totschlags und anderer Verbrechen angeklagt wurde, erwirkte sein Vater eine Begnadigung durch den König.
Neile heiratete Elizabeth Clarke, eine Tochter des Archidiakon der Diözese Durham. Mit ihr hatte er die Kinder Elizabeth (* 1637), William (1637–1670), Richard (* 1640) und Mary (* 1641). Bis mindestens 1667 lebte er in Hutton Bonville, bei Northallerton.
1640 war er Abgeordneter für Ripon im Kurzem Parlament. Während der Zeit des Protektorats (1653–1659) unter Oliver Cromwell stand er dem Kreis um Seth Ward, John Wilkins und Christopher Wren in Oxford nahe. Er lebte zu dieser Zeit in White Waltham bei Maidenhead.
1658 schenkte Neile dem Gresham College ein von Richard Reeve († 1666) gefertigtes 36-Fuß-Zenitteleskop, das später von Robert Hooke benutzt wurde. Am 28. November 1660 gehörte er zu den Gründungsmitgliedern („Founder Fellows“) der Royal Society.
1662 war er Gentleman Usher des Privatkabinetts von Karl II. Sein Discourse on Cider („Abhandlung über Cider“) wurde am 8. Juli 1663 bei einem Treffen der Royal Society verlesen. 1664 wurde er als Teil von John Evelyns Pomona veröffentlicht.
1670 gehörte Neil zu den Gründungsmitgliedern der Hudson’s Bay Company. Am 7. August 1673 wurde Neile als Abgeordneter von Newark-on-Trent ins Parlament gewählt. Seine Wahl war jedoch umstritten, so dass er seinen Platz nicht einnehmen konnte. Bei der Wahl am 19. April 1677 wurde Neile nicht mehr berücksichtigt.
In seinem Testament von 1682 wird Neile als Einwohner von „Codnover Castle“ (Derbyshire) angeführt.

## Schriften
- Discourse on Cyder. In: John Evelyn: Pomona, or, An appendix concerning fruit-trees, in relation to cider, the making and several ways of ordering it. London 1664, S. 30–40 (Digitalisat).